# Miss Portogallo

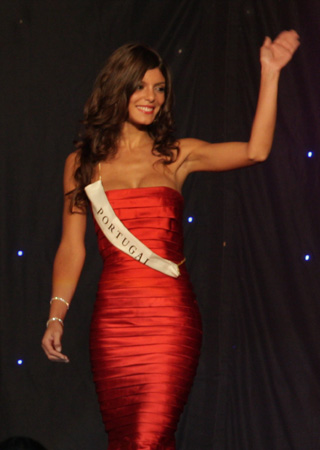
Andreia Rodrigues, Miss Portogallo 2008.

Miss Portogallo è un concorso di bellezza nazionale per le donne non sposate in Portogallo, che si tiene annualmente. Le vincitrici del concorso hanno la possibilità di partecipare a Miss Universo e Miss Europa.
Già prima della seconda guerra mondiale, si hanno notizie di rappresentanti del Portogallo a Miss Universo, come Margarita Bastos Ferrier che partecipò nel 1927 e Fernanda Gonçalves che partecipò nel 1930. Tuttavia notizie certe del concorso si hanno soltanto a partire dal 1959.
Miss Lusitania è invece un concorso di bellezza parallelo a Miss Portogallo, dal quale vengono selezionate le concorrenti per Miss Mondo e Miss Terra. Il concorso si tiene dal 2005.

## Albo d'oro

### Miss Portogallo
| Anno      | Vincitrice                                                              |
| --------- | ----------------------------------------------------------------------- |
| 1959      | Maria Teresa Mota Cardoso                                               |
| 1962      | Maria Jose Santos Trindade Defolloy                                     |
| 1970      | Ana Maria Diozo Lucas                                                   |
| 1971      | Ana Paula de Almeida                                                    |
| 1972      | Iris Maria Rosário dos Santos                                           |
| 1973      | Carla Barros                                                            |
| 1974      | Anna Paula da Silva Freitas                                             |
| 1982      | Ana Maria Valdiz Wilson                                                 |
| 1983      | Cesaltina da Conceição Lopes da Silva Anabela Elisa Vissenjou Ananíades |
| 1984      | Maria de Fátima Rodrigues Jardim                                        |
| 1988      | Helena Isabel da Cunha Laureano                                         |
| 1989      | Maria Angélica Mira Rosado                                              |
| 1991      | Carla Caldeira                                                          |
| 1992      | Maria Fernanda Silva                                                    |
| 1993      | Carla Marisa da Cruz                                                    |
| 1994      | Mónica Sofia Borges Pereira                                             |
| 1995      | Adriana Iria                                                            |
| 1996      | Rita Carvalho                                                           |
| 1997      | Lara Antunes                                                            |
| 1998      | Icília Silva Berenguel                                                  |
| 1999      | Marisa Ferreira                                                         |
| 2000-2001 | Telma Santos                                                            |
| 2002      | Iva Catarina da Silva Lamarão                                           |
| 2004      | Marina Raquel Rodrigues                                                 |

### Miss Lusitania
| Anno | Vincitrice                   |
| ---- | ---------------------------- |
| 2005 | Angela Maria Fonseca Spinola |
| 2006 | Sara Leite                   |
| 2008 | Andreia Rodrigues            |
| 2009 | Marta Cadilha                |